# 740
740 (DCCXL) je bilo prestopno leto, ki se je po julijanskem koledarju začelo na petek.

## Dogodki
- papež Gregor III. zaprosi Karla Martela za pomoč proti Langobardom in Arabcem.